# Qalqaman
Qalqaman är en ort i Kazakstan.   Den ligger i oblystet Pavlodar, i den nordöstra delen av landet, 300 km öster om huvudstaden Astana. Qalqaman ligger 122 meter över havet och antalet invånare är 5 415.
Terrängen runt Qalqaman är platt.  Trakten runt Qalqaman är nära nog obefolkad, med mindre än två invånare per kvadratkilometer. Det finns inga andra samhällen i närheten. Trakten runt Qalqaman består i huvudsak av gräsmarker.